# Polizei (Kosovo)
Die Polizei des Kosovo (albanisch Policia e Kosovës; serbisch Полиција Косова Policija Kosova; englisch Kosovo Police) wurde im Jahr 1999 als Folge des Kosovokrieges und des anschließenden Abzuges der jugoslawischen Streitkräfte aus dem Kosovo gegründet und ist seitdem die staatliche Polizei.

## Geschichte
Die Bildung der United Nations Interim Administration Mission in Kosovo (UNMIK) 1999 umfasste eine große internationale polizeiliche Komponente, namentlich die UNMIK Police. Durch die UN-Resolution 1244 wurden zwei Primäraufgaben der UNMIK-Polizei erkenntlich, zum einen der Aufbau eines neuen Polizeivollzugsdienstes und zum anderen die Aufrechterhaltung von Recht und Ordnung.
Der Name Kosovo Police Service der Strafvollzugsbehörde stammt von dem ersten internationalen Polizeikommissar, Sven Frederiksen. Die Rekrutierung und Ausbildung der Kadetten begann unmittelbar, nachdem Räumlichkeiten ehemaliger Polizeischulen in der Stadt Vushtrria von der Organisation für Sicherheit und Zusammenarbeit in Europa (OSZE) renoviert worden waren.
Als der Kosovo im Februar 2008 die Unabhängigkeit erklärte, wurde die Polizei eine Behörde der Regierung der Republik Kosovo. Vorher war sie der UNMIK-Polizei untergeordnet und der Polizeikommissar behielt die Befehlsgewalt sowohl über die internationale als auch über die Polizei des Kosovo.
Die kosovarische Polizei ist seit 1999 stetig ausgebaut worden und erreichte im Jahr 2004 ihre damals geplante Größe von fast 7000 Polizisten. Im Jahr 2010 waren es ungefähr 9000 Angestellte. Etwa 85 % der kosovarischen Polizisten sind Albaner, 15 % sind Serben oder gehören einer anderen ethnischen Minderheit des Landes an.

## Organisation
Die Polizei des Kosovo ist in die sechs Abteilungen der Betriebsabteilung, Grenzabteilung (beide die zentralsten Sektoren der Polizei), Untersuchungsabteilung, Support-Service-Abteilung und Personalabteilung gegliedert.
Die meisten Polizisten sind in der Betriebsabteilung tätig, da diese für die Sicherheit der kosovarischen Bevölkerung zuständig ist. Darunter gehören die Streifenpolizisten, die zuständig für die Sicherheit des Straßenverkehrs sind, und die verschiedenen Spezialeinheiten.
Die Polizei verfügt auch über spezialisierte investigative Einheiten in allen sechs Regionen – zum Beispiel Einheiten gegen die organisierte Kriminalität oder für die Spurensuche und Kriminaltechnik. Zusätzlich zu den spezialisierten Einheiten auf der investigativen Seite des Polizeivollzugsdienstes verfügt jede Region über eine Regional Operational Support Unit (ROSU).
Die Polizei des Kosovo arbeitet mit anderen Institutionen gemeinsam, wie zum Beispiel mit der kosovarischen Armee.

## Spezialeinheiten

### Close Protection Unit
Die Close Protection Unit der Polizei des Kosovo wurde am 21. Januar 2002 gegründet. Die Hauptaufgabe besteht aus der Bereitstellung von Personenschutz für VIPs. Sie dient somit als Leibwache der eigenen politischen Führung sowie ausländischen besuchenden Staatsvertretern. Außerdem gewährleistet die CPU gefährdeten Personen ebenfalls Personenschutz.
Die CPU führt auch taktische Einsätze und das Eskortieren von Delegationen und Evakuationen durch.

### Special Intervention Unit

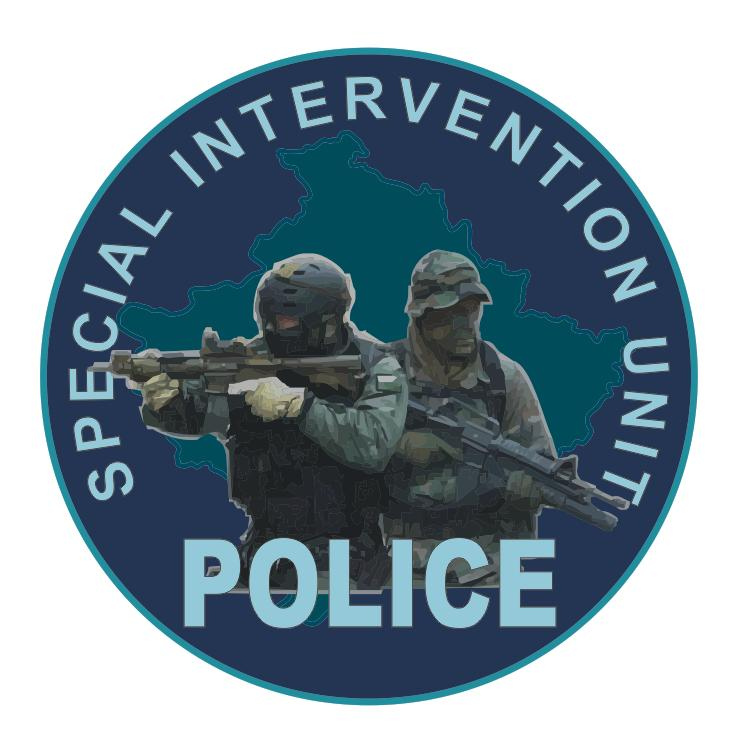
Logo der Special Intervention Unit SIU der Polizei des Kosovo

Diese Spezialeinheit der Polizei des Kosovo wurde im Jahr 2003 geschaffen. Zu Beginn war es eine SWAT-ähnliche Einheit (2 Teams von jeweils 15 Polizisten), die von zwei US-amerikanischen Dienstleistern ausgebildet wurden.
Im März 2005 wurde das Projekt Special Intervention Group „SIG“ (albanisch Grupi Special i Intervenimit “GSI”, serbisch-kyrillisch Specijalna Interventna Grupa “SIG”) als Spezialeinheit zur Terrorismusbekämpfung und Geiselbefreiung gestartet. In einem strengen Auswahlverfahren wurden unter Hunderten von Bewerbern 18 Anwärter ausgewählt, um die erste Generation dieser Einheit auszubilden. Der Großteil der Anwärter waren ehemalige Angehörige der UÇK.
Die Einheit wurde von einer Spezialistengruppe der kosovarischen Regierung geformt. Dieses erfahrene Ausbilderteam wurde zuerst durch den französischen Ausbilder der Groupe d’intervention de la Police nationale geführt. Später übernahm der ägyptische Ausbilder diese Funktion, bei der er auch der erste Kommandeur der GSI wurde. Ende 2006 wurde das Projekt aufgrund gewisser Schwierigkeiten in eine standardmäßige „SWAT“-ähnliche Polizeieinheit unter dem Namen FIT (First Intervention Unit) umgewandelt und von einem US-amerikanischen SWAT-Angehörigen sowie drei französischen Ausbildern trainiert.
Kürzlich wurde die Einheit wieder auf das Operationsniveau der damaligen SIG angehoben und in Special Intervention Unit (SIU) umbenannt. Die Einheit ist neben Terrorismusbekämpfung und Geiselbefreiung für Standardaufgaben wie hochriskante Festnahmen und Bandenbekämpfung in der Republik Kosovo zuständig.
Bei der Bevölkerung ist diese Einheit als NJSI (albanisch Njësia Speciale Intervenuese) bekannt. Darunter gibt es auch eine NJRSH (albanisch Njësia e Reagimit të Shpejtë), die für einen sofortigen Einsatz bereitsteht.

### Regional Operational Support Unit
Diese Spezialeinheit ist für das gewaltsame Eindringen spezialisiert. Sie werden außerdem an vorderster Linie während Ausschreitungen oder Unruhen zur Kontrolle von Menschenmengen eingesetzt. Meistens kooperiert diese Spezialeinheit zusammen mit der Spezialeinheit NJSI, da auch die ROSU für Anti-Terror und riskante Festnahmen trainiert ist. In den albanischsprachigen Medien wird die ROSU auch als NJSO (albanisch Njësia Speciale Operative, englisch Special Operation Unit) bezeichnet.

### Border Police
Die Grenzpolizei gehört zu der Grenzabteilung und übernimmt die Grenzkontrollen. Weiter überwacht sie die Grüne Grenze, damit es zu keinem illegalen Grenzübertritt kommt. Die Border Police ist im Gebirge mit Quads unterwegs und sichert in Zusammenarbeit mit den anderen Polizeieinheiten die Grenzen des Kosovo.

### Bombenentschärfungskommando
Das Bombenentschärfungskommando der Polizei des Kosovo wurde im März 2006 gegründet und besteht derzeit aus 13 Polizisten. Angespornt wurde diese Entscheidung durch die Notwendigkeit des Schutzes der Zivilbevölkerung und deren Eigentum und der Unterstützung in Ermittlungen von Kriminalfällen. Das Entschärfungskommando untersteht dem Hauptquartier der Polizei des Kosovo und ist bei Einsätzen für alle sechs Regionen des Kosovo zuständig. Die Entschärfer arbeiten eng mit den Ermittlungsbehörden und dem Büro der Staatsanwaltschaft im Zuge der Ermittlungen nach Explosionen, nach Bombendrohungen und während der Verhaftung von Personen, die im illegalen Besitz von Sprengstoff sind, zusammen.
Derzeitige Fähigkeiten:
- Reaktion im Falle von Bombendrohungen
- Beseitigung und Neutralisierung aller Bomben
- Untersuchung von zerbombten Orten und Unterstützung bei der Rekonstruktion des verwendeten Sprengstoff und Beweissicherstellung and preserving evidences
- Gutachtertätigkeiten für das Gericht
- Durchführung von Durchsuchungen in Einrichtungen mit hohen Risiko
- Bereitstellung von technischer Unterstützung für Spezialoperationen

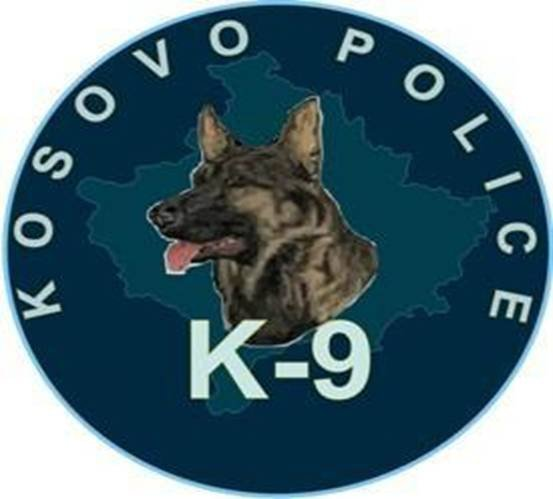
Logo der K-9 der Polizei des Kosovo

### Hundestaffel K-9
Die Hundestaffel wurde im November 2002 gegründet. Die erste Generation umfasste sieben Diensthundeführer. Diese Polizisten hatten die Grundausbildung in Großbritannien vollendet und nahmen an weiteren Ausbildungen mit internationalen Lehrern teil. Im Jahr 2000 begann die Hundestaffel mit dem Einsatz von fünf Polizeidiensthunden und fünf Suchtmittelspürhunden.
K-9 führt derzeit verschiedene Polizeieinsätze mit sieben Polizeidiensthunden, drei Drogenspürhunden und einen Sprengstoffspürhund durch. Die Hundestaffel verfügt über drei lokale Ausbilder und organisiert Schulungen für junge Polizisten, die als Mitglied von K-9 vorgesehen sind.

### Motorradstaffel
Die erste Generation der Motorradstaffel wurde am 29. August 2003 gegründet. Es wurden daraufhin sieben Polizisten von internationalen Ausbildern geschult. Die zweite Generation von 5 Polizisten wurde in der zweiten Hälfte des Jahres 2003 und die dritte Generation mit 9 Polizisten im Jahr 2004 geschult. Im Jahr 2005 wurden wiederum in vierter Generation zwölf Polizisten geschult. Derzeit besteht die Motorradstaffel aus 32 Polizisten.
Die Hauptaufgabe der Motorradstaffel besteht aus dem Eskortieren von VIPs.

## Ausrüstung

### Waffen
Pistolen, Maschinenpistolen und Schrotflinten
| Waffe               | Herkunft           | Typ                        | Kaliber           | Nutzer          |
| Glock 17            | Österreich         | Selbstladepistole          | 9x19mm Parabellum | Standardpistole |
| HK UMP              | Deutschland        | Maschinenpistole           | 9x19mm Parabellum | Grenzschutz,SIU |
| HK MP5              | Deutschland        | Maschinenpistole           | 9x19mm Parabellum | CPU,ROSU,SIU    |
| Mossberg 590        | Vereinigte Staaten | Vorderschaftrepetierflinte | Kaliber 12/76     | SIU             |
| Benelli M4 Super 90 | Italien            | Vorderschaftrepetierflinte | Kaliber 12/76     | SIU             |

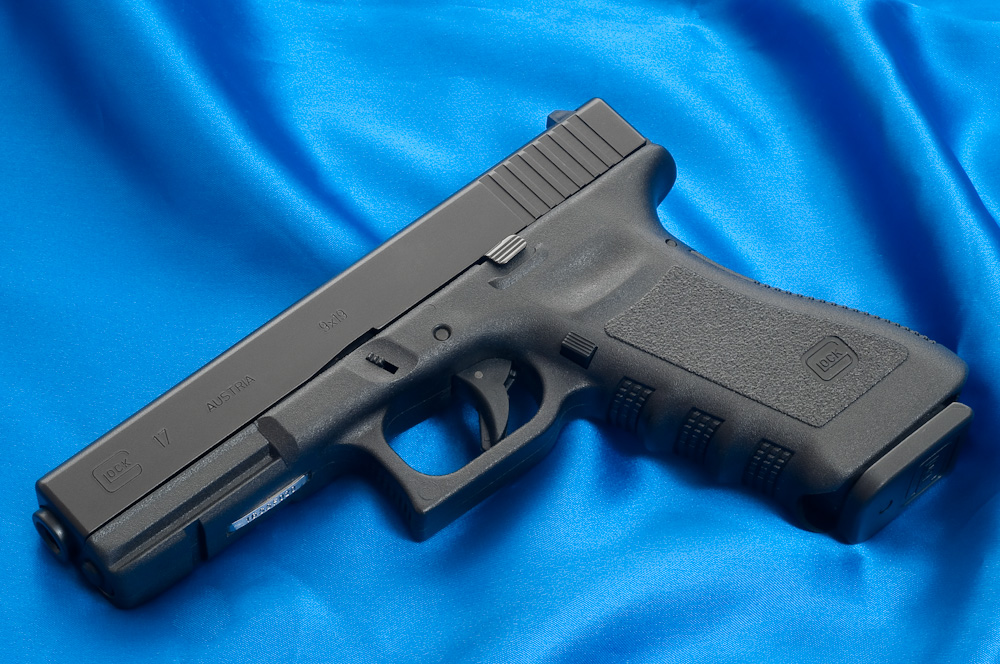
Glock 17 der dritten Generation

Sturmgewehre, Karabiner und Scharfschützengewehre

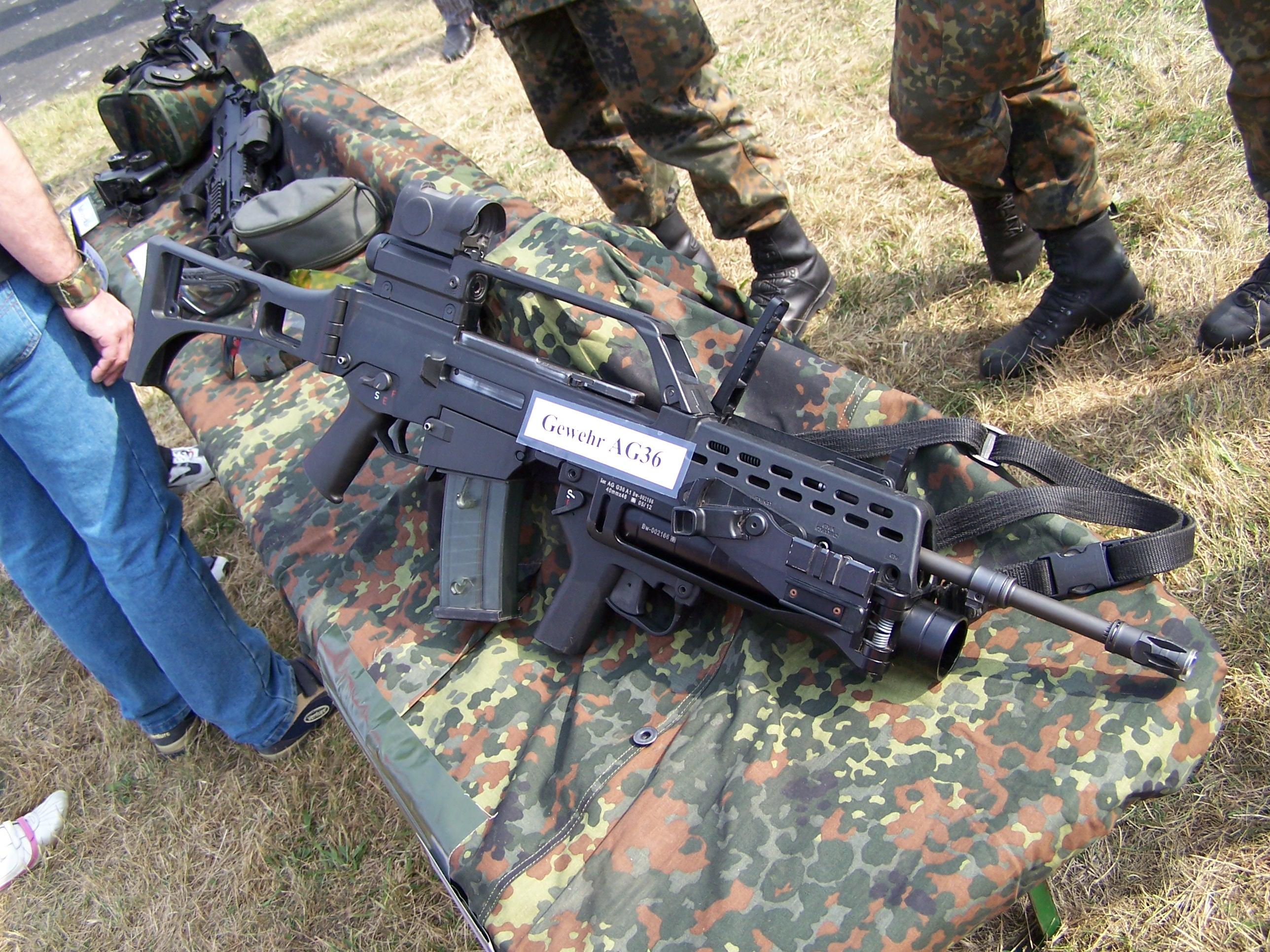
G36 – die Standardwaffe der FSK mit angebrachten AG36

| Waffe           | Herkunft                       | Typ                   | Kaliber        | Nutzer          |
| AK-47 / AKS-47  | Albanien / Sowjetunion         | Sturmgewehr           | 7.62x39mm      | Grenzschutz,SIU |
| AKM / AKMS      | Albanien / Sowjetunion         | Sturmgewehr           | 7.62x39mm      | Grenzschutz,SIU |
| Typ 56 / ASH-82 | Albanien / Volksrepublik China | Sturmgewehr           | 7.62x39mm      | Grenzschutz,SIU |
| Zastava M70     | Jugoslawien                    | Sturmgewehr           | 7.62x39mm      | Grenzschutz,SIU |
| AK SOPMOD       | Kosovo                         | Sturmgewehr           | 7.62x39mm      | ROSU,SIU        |
| HK G36C         | Deutschland                    | Sturmgewehr           | 5.56x45mm NATO | SIU             |
| HK 416          | Deutschland                    | Schnellfeuerkarabiner | 5.56x45mm NATO | SIU             |
| APR 308         | Schweiz                        | Scharfschützengewehr  | 7,62x51mm NATO | SIU             |

### Fahrzeuge

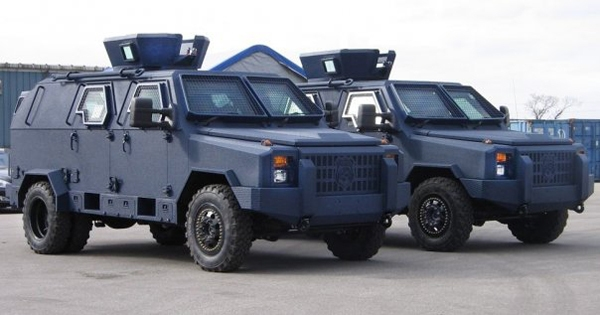
Zwei Einsatzwagen der ROSU

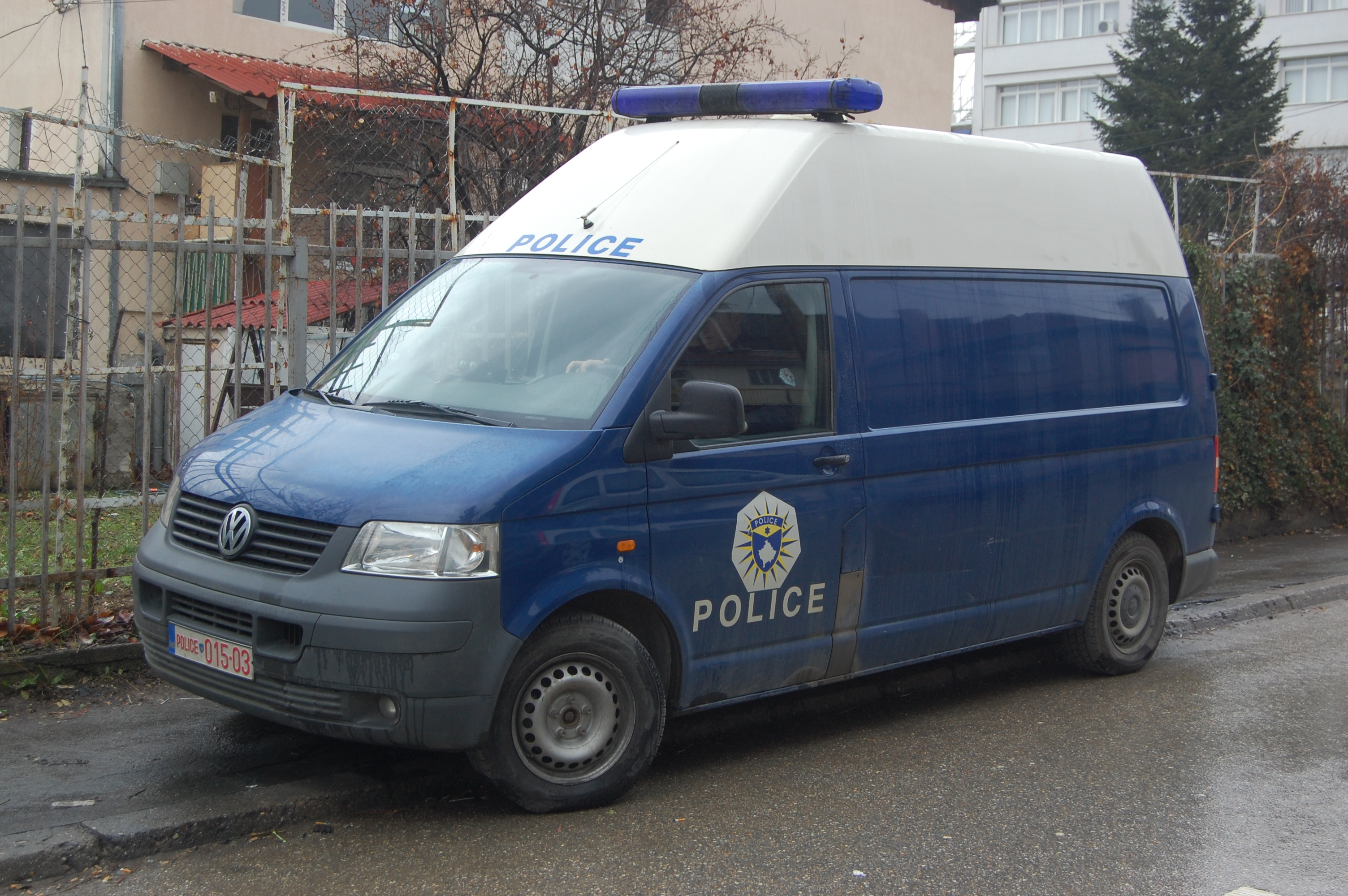
Transporter der Polizei in Pristina

Fahrzeuge vom Typ Spartan LAV auf dem Chassis der Ford 550-Serie.
| Fahrzeug     | Herkunft | Typ         | Version                          | Anzahl |
| Spartan Riot | Kanada   | Panzerwagen | Ford F550                        | –      |
| IVECO        | Italien  | Van         | Fahrzeug zur Aufstandsbekämpfung | 2      |

Beim Personenschutz werden folgende Fahrzeuge verwendet:
| Fahrzeug               | Herkunft           | Typ       | Nutzen                                                                  |
| Chevrolet Suburban     | Vereinigte Staaten | SUV       | Fahrzeug des Präsidenten                                                |
| Audi A8                | Deutschland        | Limousine | Fahrzeug des Präsidenten, Eskorte                                       |
| Toyota Land Cruiser    | Vereinigte Staaten | SUV       | Fahrzeug des Parlamentspräsidenten, Eskorte, Fahrzeug für Staatsbesuche |
| BMW X5 (E70)           | Deutschland        | SUV       | Fahrzeug des Premierministers                                           |
| Mercedes-Benz E-Klasse | Deutschland        | Limousine | Fahrzeug des Premierministers                                           |
| Volkswagen Touareg     | Deutschland        | SUV       | Eskorte, Fahrzeug für Staatsbesuche                                     |
| Mercedes-Benz W221     | Deutschland        | Limousine | Fahrzeug für Staatsbesuche                                              |
| BMW-7 Serie            | Deutschland        | Limousine | Fahrzeug für Staatsbesuche                                              |
| BMW R900RT             | Deutschland        | Motorrad  | Motorradeskorte                                                         |

### Uniform
| Einheit              | Ausrüstung                                                                        | Kleidung                                      |
| SIU                  | Schwarze taktische Westen, Sturmmasken                                            | Schwarze Overalls, Flecktarn-/Schnee-Overalls |
| CPU                  | –                                                                                 | Anzug / Blaue Overalls                        |
| Border Police        | Schwarze taktische Westen                                                         | Blaue Overalls, Dunkelblaues Barett           |
| Crowd & Riot Control | Schutzschilde/-helme. Körperprotektoren, Schlagstöcke, Reizstoffe, Gummigeschosse | Blaue Overalls                                |
| Bomb Squad           | –                                                                                 | Bomb Suit 9                                   |

## Einsatz während der März-Ausschreitungen 2004
Während der landesweiten pogromartigen Massenausschreitungen von Kosovo-Albanern gegen die ethnischen Minderheiten, insbesondere die Serben, vom 17. bis zum 19. März 2004 im Kosovo übten die Sicherheitskräfte, also die NATO-geführte KFOR, die UN(UNMIK)-Polizei und der Kosovo Police Service (KPS), nahezu keine Kontrolle über die Geschehnisse aus. Im Juli 2004 warf die Menschenrechtsorganisation Human Rights Watch dem KPS wie auch der KFOR und der UNMIK-Polizei vor, katastrophal in ihrem Mandat zum Schutz der Minderheiten versagt zu haben. Die internationale UNMIK-Polizei und die KFOR hätten dem lokal rekrutierten KPS viele Sicherheitsaufgaben überlassen. Während „einige KPS-Beamte“ ihre Aufgabe verantwortungsbewusst erfüllt hätten, hätten „jedoch viele andere KPS-Beamte“ tatenlos dabei gestanden, als die Mobs ethnischer Albaner Häuser niederbrannten und Serben und andere Angehörige von Minderheiten angriffen, selbst wenn diese Angriffe nur wenige Meter von den Beamten entfernt geschahen. „Einige KPS-Beamte“ hätten eine deutliche Parteilichkeit gezeigt, indem sie ausschließlich Serben verhafteten, die ihre Häuser verteidigten, während sie das sich vor ihren Augen offenbarende kriminelle Verhalten der ethnischen Albaner ignoriert hätten. In einigen Fällen wurden KPS-Beamte beschuldigt, aktiv an dem Niederbrennen der Häuser von Minderheiten teilgenommen zu haben. Die schweren Anschuldigungen der Mittäterschaft kosovo-albanischer KPS-Mitglieder mit den Gewalttätern betrafen auch Vushtrri, wo die gesamte Aschkali-Gemeinschaft aus ihren Häusern gezwungen wurde, die von der Menge von etwa 300 Kosovo-Albanern niedergebrannt wurden. Insgesamt wurden 58 KPS-Beamte bei den Ausschreitungen als verletzt gemeldet. Als die UNMIK im Juni 2004 Informationen über die Strafverfolgung in Bezug auf die Ausschreitungen vom März 2004 gab, machte sie keine Angaben über die Fälle, die die mutmaßliche Mittäterschaft des KPS beinhalteten. Nach anderen Angaben liefen im Juli 2004 gegen 100 Polizisten der KPS Untersuchungen.